# Vieux-Thann
Vieux-Thann – miejscowość i gmina we Francji, w regionie Grand Est, w departamencie Górny Ren.
Według danych na rok 1990 gminę zamieszkiwały 2864 osoby, a gęstość zaludnienia wynosiła 560 osób/km² (wśród 903 gmin Alzacji Vieux-Thann plasuje się na 86. miejscu pod względem liczby ludności, natomiast pod względem powierzchni na miejscu 480.).